# Rocco Pignataro
Rocco Pignataro (Noicattaro, 18 gennaio 1954) è un politico italiano.

## Biografia
Laureato in medicina. È stato consigliere comunale a Noicattaro dal 1999 al 2004 con una lista civica.
Alle elezioni politiche del 2006 viene eletto deputato della XV legislatura della Repubblica Italiana nella circoscrizione XXI Puglia per i Popolari UDEUR. Non è ricandidato al termine della legislatura. In seguito aderisce all'Italia dei Valori, diventandone portavoce regionale in Puglia.
Alle politiche del 2013 è capolista alla Camera di Grande Sud-MpA come esponente di Io Sud, ma non viene eletto.
Nel 2016 si candida con una coalizione civica di centro-destra alla carica di sindaco di Noicattaro. Al primo turno ottiene il 20,95% dei voti, insufficienti per accedere al ballottaggio. Viene comunque eletto consigliere comunale di opposizione, fino al 2021.